# 라디오 광고
라디오 광고(radio advertisement)는 라디오를 매체로 이용한 광고이다. 청각생리학적, 음량심리적으로 보면 가장 수면학습적 효과가 높이 잠재의식에 접근을 특징으로 한다. 라디오로 다른일을 해도 즉라디오 광고를 통해 구두 전달 및 광고비가 저렴해도 프로그램과도 블록광고가 있다. 라디오 광고는 텔레비전 광고와 똑같이 광고를 방영하기도 하다.
미국에서는 상업 라디오 방송국들이 대부분의 수익을 라디오 광고 방송에 사용될 방송 시간을 판매하여 얻는다. 이러한 광고는 일반적으로 돈과 같은 가치 있는 대가를 제공하는 사업체나 서비스가 방송국에 상업 광고를 방송하거나 방송에서 자신들을 언급해 주는 대가로 이루어진다. 가장 일반적인 광고는 일반적으로 1분을 넘지 않는 "스팟 광고"이지만, 45분, 60분 이상까지도 흔히 방송되는 확장된 버전은 상업 제품이나 서비스 제공에 대한 자세한 정보와 이야기를 더 깊이 파고들기 때문에 "인포머셜"이라고 불린다. 1934년 통신법에 따라 설립된 미국 연방 통신 위원회(FCC)는 상업 방송을 규제하며, 관련 법률은 1927년 라디오법에서 비교적 변경되지 않은 채 남아 있다. 2015년 라디오는 미국 전체 미디어 지출의 7.8%를 차지했다.

## 역사
오디오 서비스에 의한 상업 광고는 라디오 방송 도입 이전으로 거슬러 올라가는데, 1893년 헝가리 부다페스트의 전화 기반 텔레폰 히르몬도가 설립되면서 시작되었다. 1901년 현재, 이 "전화 신문"은 12초짜리 스팟 광고를 각각 1 헝가리 포린트에 판매하여 서비스 프로그램을 듣는 가입자들에게 도달했다.
1800년대 후반에 도입된 최초의 라디오 방송국들은 거친 스파크 갭 송신기를 사용했으며, 이는 모스 부호의 점과 선만을 전송할 수 있었다. 1900년대 초부터 오디오 전송이 가능한 최초의 송신기들이 발명되었고, 처음에는 주로 지점 간 통신에 사용되었지만, 동시에 뉴스 및 엔터테인먼트 방송에 대한 실험이 진행되었다. 이들 초기 방송국들의 많은 시험 전송은 사실상 소유주와 새로운 기술을 위한 광고였다. 그러나 곧 방송국들이 레코드를 제공하는 회사들을 방송에서 언급해주는 대가로 축음기 레코드를 틀어주는 것이 상당히 흔한 관행이 되었다. 이 관행의 최초 알려진 사례는 1912년 7월에 발생했는데, 당시 캘리포니아 새너제이의 찰스 헤럴드는 자신의 기술 학교에서 매주 라디오 방송을 시작했으며, 초기 방송은 와일리 B. 앨런 회사가 제공한 축음기 레코드를 특징으로 했다.
1916년 가을, 드 포레스트 라디오 전화 및 전신 회사가 뉴욕시에서 실험 라디오 방송국인 2XG를 운영하기 시작한 후에도 지속적인 노력이 이루어졌다. 리 디포리스트는 콜롬비아 그라모폰 레코드 회사와 계약을 맺고 그들의 사무실에서 축음기 레코드를 방송했다. 축음기 회사는 "각 연주마다 제목과 '콜롬비아 그라모폰 회사'를 알리는 대가로" 레코드를 제공했다. 첫 방송은 1916년 10월 26일에 방영되었으며 11월 1일부터 드 포레스트의 하이브리지 연구실에서 콜롬비아 레코드가 삽입된 뉴스 방송이 매일 밤 전송될 것이라고 발표되었다. 드 포레스트는 처음에는 "드 포레스트 라디오 회사의 제품, 주로 라디오 부품을 카탈로그와 가격표의 열정으로" 광고하기 위해 이러한 방송을 활용했지만, 웨스턴 일렉트릭 엔지니어들의 의견 때문에 판매 메시지를 제거했다. 당시 QST 잡지의 한 논평가는 2XG의 노력이 "라디오로 정기적인 광고 및 뉴스 토크를 진행하는" 실용성을 보여주었으며 이는 "확실히 생각해 볼 가치가 있는 일"이라고 언급했다.
라디오 방송은 1917년 4월 미국이 제1차 세계대전에 참전한 후 중단되었다. 정부의 금지령으로 민간 라디오 방송국들은 전쟁 기간 동안 침묵해야 했다. 이 금지령은 1919년 10월에 해제되었고, 추가적인 홍보용 레코드 방송이 이루어졌다. 여기에는 웨스팅하우스 엔지니어 프랭크 콘래드가 펜실베이니아주 윌킨스버그에 있는 자신의 집에서 운영하는 실험 방송국 8XK를 통해 브런즈윅 상점에서 최근 출시된 레코드를 제공받는 대가로 방송에서 감사를 표한 사례도 포함된다. 보다 공식적인 사례는 1920년 10월 말 오하이오주 신시내티의 프리시전 이큅먼트 회사 실험 방송국 9XB에서 랜돌프 월리처 회사의 후원으로 방송된 것으로, 11월에 판매될 빅터 레코드를 선보였다. 그러나 라디오 방송이 미국에서 1922년에 널리 확립된 직후, 음반 산업은 라디오 방송이 판매를 촉진하기는커녕 오히려 구매를 억제하고 있다고 우려했으며, 이러한 홍보 방송은 종료되었다.
많은 초기 방송국들은 웨스팅하우스 일렉트릭 (1886) 및 제너럴 일렉트릭과 같은 라디오 장비 제조업체와 김벨스, 밤버거스, 와나메이커스와 같은 백화점을 포함한 라디오 수신기 판매 대리점에 의해 운영되었다. 이는 그들의 고객에게 구매에 대한 프로그램을 제공하고, 판매 수익으로 방송국 운영 자금을 조달하게 했다. 그러나 더 많은 방송국들이 운영을 시작하면서, 방송국 소유주들은 비용을 계속 감당하는 문제에 직면하게 되었다. 라디오 방송국 운영은 특히 공연자에게 비용을 지불하는 것이 일반화되고, 음악 출판사들이 방송국이 연주하는 음악에 대한 로열티를 받아야 한다고 성공적으로 주장한 후에는 상당한 비용이 되었다.
1922년 2월, 미국전화전신회사(AT&T)는 관심 있는 당사자들에게 방송 시간을 판매하는 데 전념할 방송국을 설립할 계획을 발표했으며, AT&T는 이를 "통행료 방송"이라고 불렀다. 주요 방송국인 뉴욕의 WEAF (현재 WFAN)는 1922년 8월 28일 퀸즈버러 코퍼레이션을 위한 첫 유료 라디오 광고를 방영했으며, 이는 막 완공된 7호 지하철 노선 근처 잭슨 하이츠, 퀸스에 있는 새로운 아파트 단지를 광고했다. 일련의 산업 간 라이선스 계약을 바탕으로 AT&T는 처음에는 자사의 특허권이 상업 라디오 전송에 대한 독점권을 부여한다고 주장했다. 법원은 이 주장을 지지했지만, 이 관행은 널리 비난받았고, AT&T는 곧 개별 방송국들이 방송 시간을 판매할 수 있도록 허용하는 라이선스 제도를 마련했다.
몇몇 다른 라디오 방송국들이 WEAF 이전에 조용히 방송 시간을 판매하고 유료 광고를 내보냈을 수도 있다. 프랭크 V. 브레머는 1920년 5월 뉴저지주 저지 시티의 아마추어 방송국 2IA를 저지 리뷰에 주 2회 방송에 35달러에 임대했으며, 1922년 1월 1일에는 뉴이어 방송을 위해 저지 저널에 50달러에 추가로 임대했다고 보도되었다. 또한 1922년 4월 4일 앨번 T. 풀러는 매사추세츠주 메드퍼드 힐사이드의 WGI의 시간을 구매하여 자신의 패커드 자동차 대리점을 홍보했다고 한다.
처음에는 라디오 광고에 대한 아이디어가 매우 논란이 많았다. 1922년 11월 호 라디오 브로드캐스트 매거진의 기사에서는 "매일 대기권을 통해 광고의 작은 물방울들이 떠다니고 있다"고 한탄하며 "이 숲은 이윤의 냄새가 바람을 타고 내려올 때 양심에 거리낌 없는 기회주의자들로 가득 차 있다"는 우려를 표명했다. 1920년대 중반까지 몇몇 방송국들이 광고 방송을 고수했지만, 다른 어떤 자금 조달 계획도 실용적이지 않았으며, 1920년대 후반에는 대부분의 미국 라디오 방송국들이 상업적으로 후원된 프로그램을 방송했다.
라디오의 황금기 동안, 광고주들은 프로그램의 시작이나 끝에 "이 프로그램을 가능하게 해준 후원자들에게 감사드립니다"와 같은 메시지를 방송하며 전체 프로그램을 후원했다. 라디오는 소리에만 국한된다는 명백한 한계가 있었지만, 산업이 발전하면서 대형 방송국들은 다양한 형식으로 실험하기 시작했다. 광고는 뜨거운 상품이 되었고 돈을 벌 수 있었다. 쉘 오일 회사의 광고 이사 E. H. 샌더스는 라디오 방송사들에게 관련 광고주들과 직접 거래하고, 기존 라디오 프로그램에 대한 연계 상업 스팟을 판매할 것을 촉구했다. 당시 신문 광고처럼, 샌더스는 광고주와 라디오 모두 광고 스팟을 판매하여 청취자들의 주의를 끄는 것으로 이득을 볼 것이라고 생각했다. 라디오는 이미 주요 매체였지만, 샌더스는 자신의 이니셔티브를 사업적 측면과 광고 처리 방식에 있어 라디오가 '성장하는' 것이라고 언급했다. 필코는 금요일 밤 전국적으로 방송되는 필코 아워 동안 회사의 이름이 각 에피소드에서 최소 12번 언급될 것이라고 딜러들에게 말했다. 방송의 "시각적" 부분은 청취자의 무한한 상상력으로 채워졌다. 코미디언이자 성우인 스탠 프리버그는 1957년 자신의 라디오 쇼에서 이 점을 시연했다. 그는 음향 효과를 사용하여 캐나다 왕립 공군이 10톤 마라스키노 체리를 견인하여 미시간 호수에 떠 있는 700피트 휘핑크림 산에 떨어뜨리는 것을 극적으로 묘사했으며, 25,000명의 엑스트라들이 환호했다. 이 조각은 나중에 미국의 라디오 광고국에 의해 라디오 광고를 홍보하는 데 사용되었다.
라디오 산업은 시간이 지남에 따라 크게 변했다. 다른 대중 매체와 새로운 기술들이 이제 소비자의 시간을 더 많이 요구하지만, 여전히 95%의 사람들이 매주 라디오를 듣는다. 미국 내 인터넷 라디오 청취도 빠르게 증가하고 있으며, 2002년 12%에서 2015년 50% 이상으로 증가했다. 오늘날 소비자들이 더 많은 선택지를 가지고 있지만, 2009년 연구에서는 청취자의 92%가 상업 광고가 프로그램에 삽입될 때 계속 청취한다고 보고했다.

### 대한민국
1927년 2월 16일에 KBS 제1라디오를 개국했는데 6년만에 1933년 4월 26일에 KBS 제2라디오를 개국했다. 1965년 6월 26일에 TBC 라디오를 개국을 하면서 광고방송(상업광고방송)을 실시를 했고, 1979년 4월 2일에 KBS라디오 채널인 KBS FM을 개국을 했다. 1965년 6월 26일부터 1980년 11월 30일까지 15년동안 동양 FM만 광고방송(상업광고방송)을 마지막으로 송출했다. 1980년 12월 1일에 언론통폐합으로 인해서 동양 FM이 KBS 2FM으로 바뀌었는데 KBS FM이 KBS 제1FM으로 바뀌었다. KBS 2FM은 언론통폐합으로 광고방송(상업광고방송)을 폐지를 했다. 1981년 3월 6일부터 KBS 제1라디오 및 KBS 제1FM 및 2개만 광고방송(상업광고방송) 송출 준비가 되었다. 1981년 3월 7일에  KBS 제1라디오 및 KBS 제1FM만 광고방송(상업광고방송)을 개시를 했다. 1981년 9월 6일에 KBS 제2라디오도 KBS 2TV와 광고계약을 하게 되었다. 1981년 9월 7일에 KBS 제2라디오는 KBS 2TV와 이어지면서 광고방송(상업광고방송)을 개시했는데 KBS 제2라디오의 채널을 평일에 블록광고를 평일 4블록(20분 ~ 25분)과 주말과 공휴일을 5블록(25분 ~ 30분)까지 정했다. 1982년 1월 25일에 KBS 제1라디오, KBS 제1FM, KBS 제2라디오도 광고방송(상업광고방송)을 실시했다. KBS 제1라디오와 KBS 제1FM은 1981년부터 1994년까지 13년동안 광고방송(상업광고방송)을 했고, KBS 제2라디오도 광고방송(상업광고방송)을 실시했다. 1994년 10월 1일에 KBS 1TV의 채널에서 수신료징수제도개선을 계기로 KBS 제1라디오와 KBS 제1FM은 광고방송(상업광고방송) 폐지에 따른 KBS 제2라디오는 KBS 2TV와 같이 광고방송(상업광고방송)을 시간 및 편성을 확대했다. KBS 제2FM도 1980년부터 21년동안 2001년까지 광고를 중단한 이후 2001년 12월 10일에 KBS 제2라디오와 광고계약을 했다. 2002년 1월 1일부터 KBS 제2FM은 KBS 제2라디오와 이어지게 되면서 광고방송(상업광고방송)을 재송출을 하게 되었다.

## 형식
라디오 광고의 종류와 길이에 대한 다양한 선택지가 있다. 라디오 산업의 변화와 더 나은 제작 기술로 인해 광고 표현 방식이 달라졌고, 상업 광고는 다양한 형태를 취할 수 있다. 라디오 광고의 두 가지 주요 유형은 "라이브 리드"와 제작된 스팟이다.
애드립 광고와 유사하게, 라이브 리드는 DJ가 스크립트, 팩트 시트 또는 개인 지식에 따라 광고주의 스팟을 방송에서 읽는 것을 의미한다. 이는 또한 DJ가 광고주의 상품이나 서비스를 "홍보"하는 것을 의미할 수도 있다. 라디오 광고국(RAB)은 홍보를 다음과 같이 정의한다: "방송국이나 인물이 광고주의 제품 또는 서비스를 '홍보'하는 경우, 보통 방송에서 '라이브'로 이루어진다."
제작된 스팟은 더 흔한 것으로 보인다. 스팟이 '제작되었다'는 것은 라디오 방송국이나 광고 대행사가 클라이언트를 위해 녹음했다는 의미이다. 제작된 광고 형식에는 다음이 포함된다: 음향 효과 또는 배경 음악이 있는 스트레이트 리드, 대화, 독백(성우가 아나운서가 아닌 인물을 연기하는 경우), 징글 및 이들의 조합. 연구에 따르면 광고의 품질은 일반적으로 청취자에게 광고를 듣는 횟수만큼 중요하다.

## 조사 및 요율
오늘날 라디오 방송국은 일반적으로 광고를 방송 시간 내내 흩어져 있는 클러스터 또는 세트로 운영한다. 연구에 따르면 광고 방송 중 첫 번째 또는 두 번째로 방송되는 광고는 세트 후반에 방송되는 광고보다 회상률이 높다.
닐슨 오디오는 미국 내 시청률 데이터의 주요 제공업체 중 하나이다. 대부분의 라디오 방송국과 광고 대행사는 이 유료 서비스에 가입하는데, 시청률이 방송 산업에서 핵심적이기 때문이다. 광고 대행사는 일반적으로 대상 인구 통계를 기반으로 라디오를 구매한다. 예를 들어, 그들의 클라이언트는 18세에서 49세 사이의 남성에게 도달하고자 할 수 있다. 시청률은 광고주가 청취자층의 특정 세그먼트를 선택하고 그에 따라 방송 시간을 구매할 수 있도록 한다. 시청률은 업계에서 "숫자"라고도 불린다.
이 수치는 특정 방송국을 누가 듣고 있는지, 해당 그룹의 청취자에게 가장 인기 있는 시간대, 그리고 특정 광고 일정으로 도달할 수 있는 전체 청취자 중 몇 퍼센트인지를 보여줄 수 있다. 또한 이 수치는 하루 중 매시간 얼마나 많은 사람들이 듣고 있는지를 정확히 보여준다. 이를 통해 광고주는 시장에서 가장 강력한 방송국을 특정하여 선택하고, 언제 광고를 내보내는 것이 가장 좋은 시간인지 알 수 있다.
기본적인 숫자 외에도, 대부분의 라디오 방송국은 스카버러 리서치와 같은 다른 데이터에 접근할 수 있는데, 이는 단순히 연령대뿐만 아니라 청취자층에 대한 더 자세한 정보를 제공한다. 예를 들어, 일부 데이터는 청취자들이 참여하는 활동 유형, 민족성, 직업 유형, 소득 수준, 운전하는 자동차 종류, 심지어 특정 엔터테인먼트 장소에 가봤는지 여부까지도 제공한다.
라디오 방송국은 데이파트에 따라 방송 시간을 판매한다. 일반적으로 방송국의 데이파트 구성은 다음과 같다: 오전 6시-오전 10시, 오전 10시-오후 3시, 오후 3시-오후 7시, 오후 7시-자정. 자정 이후, 즉 오전 12시-오전 6시까지 방송되는 스팟은 "오버나이츠"라고 불린다. 이러한 데이파트 일정은 방송국마다 다를 수 있지만, 대부분의 방송국은 유사한 데이파트 구성을 운영하고 그에 따라 광고를 판매한다. 드라이브 타임, 즉 사람들이 출퇴근하는 아침과 저녁 시간은 보통 하루 중 가장 인기 있는 시간이며 각 방송국에 가장 많은 청취자가 있을 때이기도 하다. "요율", 즉 방송국이 광고주에게 청구하는 금액은 이를 반영한다.
요금은 광고주가 광고를 내보내는 시기에 따라 달라질 수도 있다. 1월은 거의 항상 매우 한산한 시기이며, 많은 방송국이 그 달 동안 요금에 대한 특별 할인을 제공한다. 하지만 "철새 관광객"들이 이주하여 인구가 증가하는 플로리다와 같은 따뜻한 날씨 시장에서는 그렇지 않다. 이러한 상황에서는 인구가 늘어나면서 요금이 보통 최고조에 달한다. 라디오 광고 비용은 또한 당사자들이 얼마나 잘 협상하는지에 따라 달라진다. 연중 바쁜 시기에는 방송국이 광고를 완전히 매진시킬 수도 있는데, 이는 인쇄 매체와 달리 라디오 방송국은 시간당 이용 가능한 상업 광고 단위가 제한되어 있기 때문이다. 닷컴 버블 기간에는 일부 방송국이 시간당 20분만큼 광고를 내보내기도 했다. 오늘날 상업 광고 수준은 그만큼 높지 않고, 평균 방송국은 시간당 약 9분 정도 광고를 내보내지만, 성수기에는 매진될 수 있고 실제로 매진되기도 한다.
따라서 광고 요금은 연중 시기, 하루 중 시간, 광고주가 도달하려는 특정 인구 통계에서 해당 방송국이 얼마나 잘하는지, 다른 방송국과 비교하여 해당 방송국이 얼마나 잘하는지, 그리고 방송국 인벤토리 수요에 따라 달라진다. 방송국에게 연중 바쁜 시기일수록 광고주는 더 많은 비용을 지출할 것으로 예상할 수 있다. 그리고 시청률 데이터에 따르면 시장에서 방송국 순위가 높을수록 광고주는 해당 방송국에서 광고를 내보내는 데 더 많은 요금이 부과될 것으로 예상할 수 있다.
광고 요금은 광고주가 선택하는 스팟 길이에 따라 달라질 수 있다. 60초 스팟이 가장 흔하지만, 방송국은 30초, 15초, 10초, 2초 간격으로도 방송 시간을 판매한다. 30초 광고는 텔레비전 광고에서 항상 인기가 있었지만, 라디오 방송국은 최근에야 이 형식을 채택했다. 클리어 채널은 2004년에 "Less is More" 이니셔티브를 시작하여 미국 전역의 시장에서 30초 상업 광고를 활용했다. 연구에 따르면 광고 수가 적을수록 회상률이 높아지지만, 기존의 60초 스팟이 더 나은 옵션일 수 있으며, 새로운 30초 광고보다 브랜드 및 메시지 회상률이 더 높다는 연구 결과도 있다.
방송국은 10초 스팟, 또는 "빌보드"도 내보낸다. 일반적으로 이러한 종류의 스팟은 교통 정보와 같은 방송국 기능 옆에서 "이 교통 정보는 …에서 제공합니다"라고 말하며, 보통 30단어 정도로 제한된다. 15초 스팟은 일반적으로 방송국 홍보 안내에 사용되지만, 일부 방송국에서는 이를 판매하기도 한다.
전통적인 라디오 광고 외에도 일부 방송국은 스트리밍 방송 중에도 방송 시간을 판매하고 있다. 과거에는 라디오 방송국 스트림에 방송 중인 상업 광고만 포함되었다. CBS는 스트리밍 라디오 방송에서 '라이브 리드'를 방송하기 시작할 것이라고 발표했으며, 이는 방송국의 일반 스팟과 별도로 판매되고 녹음되며, 라이브 홍보의 효능을 언급했다.

## 효능
미국인 10명 중 8명 이상이 무료 라디오 청취 대가로 상업 광고를 듣는 것이 "공정한 거래"라고 생각한다. 더욱이, 방송 라디오 광고는 텔레비전과 같은 다른 매체에 비해 지역화되어 있고 비용이 저렴하다는 장점을 제공한다. 따라서 라디오 광고는 기업이 목표 소비자에 도달할 수 있는 효과적이고 저렴한 매체가 될 수 있다. 연구에 따르면 라디오 광고는 청취자에게 정서적 반응을 불러일으킨다. 결과적으로 소비자들은 광고가 개인적으로 더 관련성이 있다고 인식하며, 이는 광고 일정을 운영하는 기업의 시장 인지도와 판매 증가로 이어질 수 있다. 청취자의 25%는 자신이 선호하는 방송국에서 제품이나 사업에 대해 들었을 때 더 관심을 갖는다고 말한다.
지역 DJ들은 청취자들과 개인적인 관계를 형성하며, 그 청취자들은 그들의 말을 더 신뢰하고 그들의 메시지에 반응할 가능성이 높다. 라이브 홍보는 광고주들이 소비자에게 도달하고 주변의 혼란을 뚫고 나갈 새로운 수단을 찾으면서 인기가 높아지고 있다. 연구에 따르면 라이브 리드는 일반적인 녹음 스팟보다 회상률과 응답률이 높다. 아마도 청취자들이 자신이 좋아하는 방송국과 형성하는 관계 때문에, 청취자의 26%는 DJ가 제품이나 사업을 홍보할 때 더 관심을 갖는다. 더 많은 광고주들이 라이브 홍보로 전환하면서, DJ들에게는 이를 발표하라는 높은 요구가 가해진다. 그리고 이용 가능한 DJ의 수가 줄어들면서, 남은 DJ들은 종종 홍보 요청에 시달린다.

## 규제 고려 사항
1934년 통신법은 FCC를 설립했으며, FCC는 방송 매체를 규제한다. 1950년대의 페이올라 스캔들에 대응하여 FCC는 "후원 공개" 규칙으로 알려진 지침을 수립했다. 이 규칙은 유료 플레이와 광고 모두에 적용되며, 소비자들이 "누구에 의해 설득당하고 있는지" 알 권리가 있음을 인정한다.
광고주에게 특히 중요한 것은 법의 317조, 즉 "방송에 대한 지불 고지" 조항이다. 이 조항은 일반적으로 돈, 서비스 또는 기타 귀중품이 방송에서 언급되는 대가로 라디오 방송국에 직간접적으로 지불되는 경우, 방송국은 그 사실을 공개해야 한다고 명시한다. 예를 들어, 휴대폰 제공업체가 방송국의 DJ에게 무료 휴대폰을 제공하고, DJ가 방송에서 그 휴대폰 제공업체에 대해 이야기하며, 아마도 자신이 얼마나 훌륭한 서비스를 받고 있는지 언급한다면, 아나운서는 그것이 광고임을 공개해야 한다.
일반적으로 청취자들은 라디오 광고와 엔터테인먼트 콘텐츠를 구별할 수 있다. 통신법에는 "명백성" 예외 조항이 포함되어 있다. 즉, 상업 광고임이 명백한 경우에는 지불 고지 조항이 적용되지 않는다. 그러나 방송에서 언급되는 대가로 가치 있는 것이 오고 간 경우에는 방송국은 이를 공개할 의무가 있다.
연방거래위원회 또한 허위 또는 오해의 소지가 있는 광고 관행과 관련하여 방송 산업 규제를 담당한다. 2009년 10월, FTC는 홍보에 관한 가이드라인을 발표하여 광고주와 홍보자 간의 관계를 명확하게 공개할 것을 요구했다. FTC 가이드라인에 따라, 홍보자는 판매자/사업체와 가지고 있는 모든 "중요한 관계"를 공개할 책임이 있다.
최근 몇 년 동안 엔터테인먼트/편집 콘텐츠와 광고 콘텐츠의 경계가 모호해지는 경향이 있었다. 마케터들은 소비자들이 광고를 받고 있다는 사실을 인지하지 못하도록 미디어에 제품을 "내장"하고 있다. 라디오에서는 DJ의 잡담이 어디에서 끝나고 광고가 시작되는지 구별하기 어려운 경우가 있다.

## 광고가 없는 라디오 채널

### 대한민국
광고방송(상업광고방송)이 없는 채널은 KBS 제3라디오, KBS 한민족방송, KBS 월드라디오 및 EBS FM이 있다. KBS 제1라디오와 KBS 제1FM은 광고방송(상업광고방송)을 전혀 송출을 하지 않는 채널과 광고방송(상업광고방송)이 없는 채널이 있기 때문이다.

## 같이 보기
- 징글
- 프로모 (미디어)